# Wijkia clastobryoides
Wijkia clastobryoides là một loài Rêu trong họ Sematophyllaceae. Loài này được (Tixier) Ninh miêu tả khoa học đầu tiên năm 1981.